# バグダッドの盗賊 (1924年の映画)

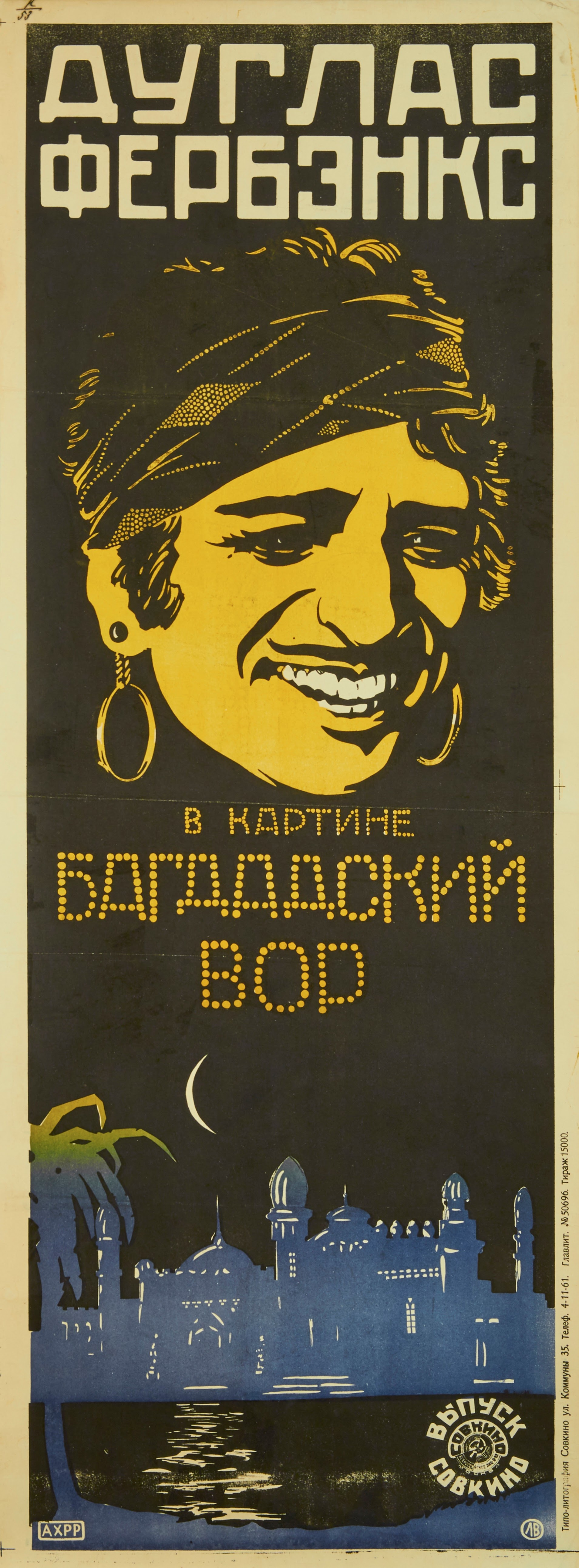
『バグダッドの盗賊』のソ連上映時のポスター

『バクダッドの盗賊』（The Thief of Bagdad）は、1924年に公開されたラオール・ウォルシュ監督、ダグラス・フェアバンクス主演、アックメッド・アブドゥラとロッタ・ウッズ脚本によるアメリカ合衆国の冒険サイレント映画である。『千夜一夜物語』から脚色されたこの映画はバグダッドのカリフの娘と恋に落ちた泥棒の物語が描かれる。
1996年にこの映画はアメリカ議会図書館によってアメリカ国立フィルム登録簿に登録された。
息子のフェアバンクス・ジュニアよるとこの映画はダグラス・フェアバンクスのお気に入りの映画だった 。

## キャスト
- アーメド - バグダッドの泥棒：ダグラス・フェアバンクス
- アーメドの悪い仲間：スニッツ・エドワーズ
- 聖人（イマム）/ナレーター：チャールズ・ベルチャー
- プリンセス：カリフの娘：ジュリアン・ジョンストン
- チャムシャン - モンゴルの王子：上山草人
- モンゴルの王子の相談役：南部邦彦
- プリンセスの女中 - モンゴルの王子のスパイ：アンナ・メイ・ウォン
- カリフ - バクダッドの指導者：ブランドン・ハースト
- 占い師 - トート・デュ・クロウ
- インドの王子 - ノーブル・ジョンソン
- ペルシャの王子 - マチルド・コモント（ノンクレジット）
- 剣士 - サム・ベイカー [7]
- 宮廷魔術師 - サダキチ・ハートマン （ノンクレジット） [8]
- リュートの奴隷 - ラスカ・ウィンター （ノンクレジット）

ジャック・チャーチルもクレジット無しで出演している。

## スタッフ
- 監督：ラオール・ウォルシュ
- 原案：エルトン・トーマス（ダグラス・フェアバンクスのペンネーム）
- 脚色：アクメド・アブドラ、ロッタ・ウッズ、ジェームズ・T・オドノホー(ノンクレジット)
- 撮影：アーサー・エデソン
- 編集：ウィリアム・ノーラン
- 音楽：モーティマー・ウィルソン
- 美術：ウィリアム・キャメロン・メンジース

## 製作
実生活において機敏で抜け目のない実業家でもあったダグラス・フェアバンクスは、時代の動きや大衆の好みの変化を逸早く見抜く才能の持ち主であった。1920年代に入ると、彼が成功を収めてきた現実生活に根差した風俗喜劇に対して映画ファンは大きな反応を示さなくなるのを見て、自らの脚本によるコスチューム劇映画「奇傑ゾロ」を製作し、大成功を収めた。陽気なコスチューム劇を映画ファンは待ち望んでいることを見抜いたフェアバンクスはついで「三銃士」「ロビン・フッド」を製作し、続いて本作を製作した。

## 批評
- フェアバンクスの伝記作家ジェフリー・ヴァンスは、「アラビアンナイトの物語のいくつかに触発された壮大なロマンチックなファンタジーアドベンチャー、バグダッドの盗賊はフェアバンクスのキャリアの最大の芸術的勝利です。素晴らしいビジュアルデザイン、スペクタクル、想像力豊かな素晴らしさ、視覚効果、そして彼の勇敢なパフォーマンス(文字通り何千人ものキャストをリードする)は、すべてこの彼の傑作を作ることに貢献しています」と述べている。[11]
- 映画評論家の丸尾定によると、「この作品では、ウィリアム・キャメロン・メンジースの美術セットの効果が注目されるに値する。二百万ドルという当時としては前代未聞の製作費が投入されたこの作品では、エキゾチックな雰囲気にあふれた豪華な宮殿などに贅を尽くしたファンタジーの世界をかもしだしている」と述べている。[10]

## リメイク
- 1940年の同名映画「バグダッドの盗賊 (1940年の映画)」では、アブーが演じるタイトルキャラクターは、主役ではなくハンサムな王子の相棒となった。
- 1960年の映画「Baghdad Thirudan」では、インド人俳優ラマチャンドランがバグダッドの盗賊アリの役を演じた。
- 1961年にヨーロッパでスティーブ・リーブス主演で「Il Ladro di Bagdad」として直接リメイクされた。
- 1978年のテレビ映画では、これらのプロット要素とサブーバージョンの他の要素が組み合わされた。

- インド映画は1934年、 1946年、1955年に『Baghdad Ka Chor』、1968年に『Baghdad Gaja Donga』 、 1969年と1977年に『Thief of Baghdad』という題名で多数制作された。
- インドではテレビシリーズ『Thief of Baghdad』も制作され、 2000年から2001年にかけてZee TVで放映された。